# Juwon Oshaniwa
Juwon Oshaniwa (ur. 14 września 1990 w Ilorin) – nigeryjski piłkarz grający na pozycji obrońcy.

## Kariera klubowa
Pierwszym seniorskim klubem Oshaniwy był nigeryjski Kwara United FC. W 2008 roku przeszedł do Lobi Stars. W 2009 roku Sharks FC go pozyskało. W 2012 roku zdecydował się na wyjazd do Europy. Został zawodnikiem izraelskiego FC Aszdod. W 2015 przeszedł do Heart of Midlothian. W latach 2018–2019 grał w klubie Akwa United.

## Kariera reprezentacyjna
Oshaniwa w reprezentacji Nigerii zadebiutował w 2012 roku podczas meczu eliminacyjnego do MŚ 2014. Dostał powołanie na Puchar Narodów Afryki 2013. Od 2012 do 2014 rozegrał w kadrze narodowej 16 meczów.